# Pseudogaurotina splendens
Pseudogaurotina splendens là một loài bọ cánh cứng trong họ Cerambycidae.